# András Hargitay
András Hargitay (n. 17 martie 1956, Budapesta, Republica Populară Ungară) este un înotător ce a reprezentat Ungaria, medaliat olimpic. A participat la 3 ediții ale Jocurilor Olimpice (1972, 1976, 1980) în care a câștigat o medalie de bronz.